# مركز الأمير محمد السديري لإكثار ظباء الريم
مركز الأمير محمد السديري لإكثار ظباء الريم هو مركز بحثي يتبع المركز الوطني لتنمية الحياة الفطرية، يقع المركز في منطقة الخفيات بمنطقة القصيم، وسمي بهذا الاسم لأن أرض المركز وما عليها من قطعان ظباء الريم كانت قد أهديت للهيئة من قبل أبناء محمد السديري لإدارته وتطويره، ويقوم المركز من خلال مركز الملك خالد لأبحاث الحياة الفطرية بالثمامة بالمحافظة على قطيع ظباء الريم ورعايته وتطوير برنامج إكثاره، بهدف إعادة توطين هذه الظباء في المناطق المحمية الملائمة.